# سمير العنابي
سمير العنابي (سوسة، 22 سبتمبر 1944 - تونس العاصمة، 09 جويلية 2020) محامي تونسي والرئيس السابق للهيئة الوطنية لمكافحة الفساد بتونس من 27 مارس 2012 إلى 6 يناير 2016 قبل أن يستقيل بسبب ضعف إمكانيات الهيئة.

## سيرته
ولد سمير العنابي يوم 22 سبتمبر 1944 بسوسة وتحصل على الإجازة في القانون العام سنة 1963 ثم واصل دراسته بفرنسا وتحصل على شهادة الدراسات العليا في العلوم الجنائية بباريس سنة 1968 ثم ديبلوم الدراسات العليا في القانون الخاص بكلية باريس.
التحق العنابي بمهنة المحاماة فتم ترسيمه بجدول المحامين المتمرنين في 1969 وُرسم بجدول الإستئناف في 1974 وبجدول التعقيب في 1980. له منشورات عن الإدارة والقانون الاقتصادي والتحكيم والمحاماة والتدريس. عمل سمير العنابي كعضو في الهيئة العليا لحقوق الإنسان والحريات الأساسية.

## الوفاة
توفي سمير العنابي يوم الخميس 09 جويلية 2020 في أحد مستشفيات العاصمة إثر مرض عضال ألمّ به منذ أشهر، ودفن بمقبرة الجلاز.